# Astragalus williamsii
Astragalus williamsii är en ärtväxtart som beskrevs av Nathaniel Lord Britton och Per Axel Rydberg. Astragalus williamsii ingår i släktet vedlar, och familjen ärtväxter. Inga underarter finns listade i Catalogue of Life.